# Circuit de Lasarte
Le Circuit de Lasarte, d'une longueur de 17,749 km (11,029 mile) a été utilisé dans le cadre des Grands Prix d'Avant Guerre. Il est situé à Lasarte-Oria, Guipuscoa, en Espagne dans le Pays Basque près de la station balnéaire de Saint-Sébastien sur le golfe de Gascogne.

## Histoire
Le circuit, utilisé entre 1923 et 1935 et tourne dans le sens anti-horaire. Il n'a plus été utilisé dans le cadre de courses automobiles à cause de la guerre civile espagnole en 1936. Après la Seconde Guerre mondiale, le Grand Prix d'Espagne reprend, mais cette fois ci près de Barcelone, condamnant le circuit de Lasarte.
Le circuit de Lasarte a accueilli le Grand Prix de Saint-Sébastien à sept reprises (1923-1925, 1927-1930), le Grand Prix d'Espagne à cinq reprises (1926-1927, 1933-1935) et le Grand Prix d'Europe une fois (en 1926).
Plus opérationnel pour la course automobile, le circuit a été mis a disposition des championnats du monde de cyclisme sur route 1965.

## Palmarès
Les événements faisaient pas partie du Championnat d'Europe des pilotes et du Championnat du monde des manufacturiers sont indiqués par un fond jaune et par un fond rose en tant que Grande Épreuve.
| Année   | Epreuve                | Vainqueur                                    | Écurie            | Résultats |
| 1923    | GP de Saint-Sébastien  | Albert Guyot                                 | Rolland-Pilain    | Résultats |
| 1923    | GP d'Espagne           | Albert Divo                                  | Sunbeam           | Résultats |
| 1924    | GP de Saint-Sébastien  | Henry Segrave                                | Sunbeam           | Résultats |
| 1925    | GP de Saint-Sébastien  | Albert Divo André Morel                      | Delage            | Résultats |
| 1925    | 12H de Saint-Sébastien | René de Buck Pierre Decrose                  | Ballot            | Résultats |
| 1926    | GP de Saint-Sébastien  | Jules Goux                                   | Bugatti           | Résultats |
| 1926    | GP d'Espagne           | Meo Costantini                               | Bugatti           | Résultats |
| 1926    | 12H de Saint-Sébastien | Manso de Zúñiga René Léonard                 | Chenard & Walcker | Résultats |
| 1927    | GP d'Espagne           | Robert Benoist                               | Delage            | Résultats |
| 1927    | GP de Saint-Sébastien  | Emilio Materassi                             | Bugatti           | Résultats |
| 1927    | 12H de Saint-Sébastien | Marcel Lehoux Maurice Rost                   | Georges Irat      | Résultats |
| 1928    | GP de Saint-Sébastien  | Louis Chiron                                 | Bugatti           | Résultats |
| 1928    | 12H de Saint-Sébastien | André Boillot Louis Rigal                    | Peugeot           | Résultats |
| 1929    | GP de Saint-Sébastien  | Louis Chiron                                 | Bugatti           | Résultats |
| 1929    | 12H de Saint-Sébastien | Louis Rigal Goffredo Zehender Carlo Canavesi | Alfa Romeo        | Résultats |
| 1930    | GP de Saint-Sébastien  | Achille Varzi                                | Maserati          | Résultats |
| 1931-32 | Non couru              | Non couru                                    | Non couru         | Non couru |
| 1933    | GP d'Espagne           | Louis Chiron                                 | Alfa Romeo        | Résultats |
| 1934    | GP d'Espagne           | Luigi Fagioli                                | Mercedes-Benz     | Résultats |
| 1935    | GP d'Espagne           | Rudolf Caracciola                            | Mercedes-Benz     | Résultats |

### Sources
- (en) Cet article est partiellement ou en totalité issu de l’article de Wikipédia en anglais intitulé « Circuito Lasarte » (voir la liste des auteurs).